# Deborah Glick
Deborah J. Glick (nacida el 24 de diciembre de 1950) es una política estadounidense que sirve en la Asamblea del Estado de Nueva York desde 1991. Ella es miembro del Partido Demócrata.
Glick fue elegida para la Asamblea del Estado de Nueva York en 1990, convirtiéndose en la primera persona abiertamente LGBT en servir en la legislatura estatal. Durante su mandato ha presidido los comités de Ética y Orientación, Educación Superior y Servicios Sociales. En 1997 buscó sin éxito la nominación demócrata para presidenta del distrito de Manhattan.
Deborah J. Glick nació en el barrio de Queens de la ciudad de Nueva York, el 24 de diciembre de 1950. Se graduó de Queens College con una licenciatura y de la Universidad de Fordham con una maestría en Administración de Empresas. Ha vivido en Greenwich Village durante más de 40 años. Ella es judía y está casada con Leslie.
Hasta mayo de 1990, Glick fue subdirectora del Departamento de Preservación y Desarrollo de Vivienda de la Ciudad de Nueva York. Antes de eso, dirigió un negocio de imprenta en Tribeca.

## Carrera

### Política local
Ruth Messinger, presidenta del distrito de Manhattan, se postuló para la alcaldía de la ciudad de Nueva York en 1997, en lugar de presentarse a la reelección. Glick anunció su campaña para la nominación demócrata el 4 de mayo, pero perdió ante C. Virginia Fields. Su campaña recaudó 665 002 dólares de donantes y recibió USD 322 074 en fondos públicos. Messinger apoyó a Fields, mientras que Alan Hevesi apoyó a Glick.
Thomas Duane fue apoyado por Glick para el Consejo Municipal de Nueva York en 1991, convirtiéndose posteriormente en su primera miembro abiertamente pertenciente a la comunidad LGBT. Ella y otros líderes y organizaciones LGBT se opusieron a la reelección de Antonio Pagán, un hombre gay, al consejo municipal en 1993.

### Legislatura estatal

#### Elecciones
William F. Passannante, quien había servido en la legislatura estatal durante 35 años, anunció que no buscaría la reelección a la Asamblea del Estado de Nueva York por el distrito 61 el 11 de abril de 1990. Glick, que lanzó su campaña antes de su anuncio, fue apoyada por Susan Sarandon, Messinger, Bella Abzug, la Organización Nacional de Mujeres, y The New York Times.
Liz Shollenberger, quien recibió el apoyo del Club Demócrata Stonewall y VRDC, atacó el compromiso de Glick con el aborto, afirmando que "la única ocasión en que una lesbiana tendría que lidiar con un aborto sería cuando es violada". El VID apoyó a Tony Hoffman, mientras que el DID apoyó a Kathryn E. Freed. Glick derrotó a la candidata republicana Elizabeth Ivory Greene en las elecciones generales.
Glick no enfrentó oposición en las elecciones de 2006, 2008, 2012, y 2022. En 1994 consideró postularse al Senado del Estado de Nueva York para suceder a Manfred Ohrenstein, pero se negó a hacerlo.
Doug Seidman fue seleccionado por el Partido de Familias Trabajadoras como candidato en papel contra Glick en 2018. El PMA cambió a Seidman por Cynthia Nixon, quien recibió la nominación a gobernadora del partido y es residente del distrito, para poder darle su nominación a Andrew Cuomo. Nixon no hizo campaña y apoyó a Glick. Glick ganó con el 81.94% de los votos. 

#### Tenencia
Glick fue la primera persona abiertamente LGBT en la legislatura estatal. En 1992, se negó a participar en el desfile del Día de San Patricio de la ciudad de Nueva York si se prohibía la participación de la Organización Irlandesa de Lesbianas y Gays.
En 1991, Glick era la décima miembro peor pagada de la legislatura estatal. Durante su mandato en la Cámara de Representantes, Glick formó parte de los comités de Niños y Familias, Conservación Ambiental, Operaciones Gubernamentales, Reglas y Medios y Arbitrios. Fue presidenta de los comités de Ética y Orientación, de Educación Superior y de Servicios Sociales. Fue electora presidencial de Bill Clinton en las elecciones de 1996.

## Posiciones políticas
En 1993, la Cámara de Representantes estatal aprobó una legislación copatrocinada por Glick que enmendaría la ley de derechos civiles de Nueva York para prohibir la discriminación basada en la orientación sexual, pero no fue sometida a votación en el Senado estatal. La visita del Papa Juan Pablo II a los Estados Unidos fue protestada por alrededor de 1000 personas, incluida Glick, debido a sus posturas sobre el aborto, el control de la natalidad y los derechos LGBT. Ella criticó a Barack Obama por elegir a Rick Warren para hacer la invocación en su toma de posesión debido a sus posturas sobre los derechos de las personas de la diversidad sexogenérica. En 2013, apoyó la legislación para prohibir la terapia de conversión.
Glick propuso una legislación para reconocer las parejas de hecho. Ella apoyó la derogación del castigo por adulterio, un delito menor en Nueva York, que existía desde el siglo XIX, ya que solo 10 personas fueron arrestadas por ello entre 1972 y 1993. En 1995, criticó al líder de la mayoría del Senado, Joseph Bruno, después de que este declarara que los empleados LGBT del Senado estatal no deberían recibir cobertura médica para parejas de hecho, ya que subsidiaría su "estilo de vida anormal".
Glick se opone a la pena capital. En 1991, Glick patrocinó la legislación de Velmanette Montgomery que despenalizaría la posesión de agujas hipodérmicas, con la esperanza de que la disponibilidad de agujas limpias reduciría la propagación del VIH/SIDA. En 1995, la asamblea estatal votó 140 a 9, con Glick en contra, para aprobar la Ley Megan.
En 2005, junto a Carl Marcellinok, propuso una legislación  para prohibir los concursos cuyo objetivo sea matar tantos animales como sea posible, con excepción de los concursos de pesca. Una legislación similar fue copatrocinada por Glick y promulgada por la gobernadora Kathy Hochul en 2023. La venta de caballos para carne fue declarada ilegal por una legislación patrocinada por Glick en 2023 

### Libros
- Hertzog, Mark (1996). The Lavender Vote: Lesbians, Gay Men, and Bisexuals in American Electoral Politics. New York University Press. ISBN 0814735290.
- Michaels, Ian, ed. (1998). A Decade of Reform: 1988-1998. New York City Campaign Finance Board. Archivado desde el original el 18 de marzo de 2025.
- Neiles, Edward, ed. (2013). New York Red Book (104 edición). New York Legal Publishing.
- Ryan-Germani, Mary, ed. (2003). New York Red Book (97 edición). New York Legal Publishing.

### Reportes de elecciones
- «1996 State Assembly District 66 election». New York State Board of Elections. Archivado desde el original el March 16, 2025.
- «1997 Annual Report of the Board of Elections». New York City Board of Elections.
- «1998 State Assembly District 66 election». New York State Board of Elections. Archivado desde el original el March 16, 2025.
- «2000 State Assembly District 66 election». New York State Board of Elections. Archivado desde el original el March 16, 2025.
- «2002 State Assembly District 66 election». New York State Board of Elections. Archivado desde el original el March 16, 2025.
- «2004 State Assembly District 66 election». New York State Board of Elections. Archivado desde el original el March 16, 2025.
- «2006 State Assembly District 66 election». New York State Board of Elections. Archivado desde el original el March 16, 2025.
- «2008 State Assembly District 66 election». New York State Board of Elections. Archivado desde el original el March 16, 2025.
- «2010 State Assembly District 66 election». New York State Board of Elections. Archivado desde el original el March 16, 2025.
- «2012 State Assembly District 66 election». New York State Board of Elections. Archivado desde el original el March 16, 2025.
- «2014 State Assembly District 66 election». New York State Board of Elections.
- «2016 State Assembly District 66 election». New York State Board of Elections.
- «2016 State Assembly District 66 primary». New York State Board of Elections.
- «2018 State Assembly District 66 election». New York State Board of Elections.
- «2020 State Assembly District 66 election». New York State Board of Elections.
- «2022 State Assembly District 66 election». New York State Board of Elections.

### Noticias
- «The Candidates 2022: Deborah Glick for Assembly District 66». Tribeca Citizen. June 10, 2022. Archivado desde el original el March 16, 2025.
- Coltin, Jeff (June 16, 2021). «The endorsements for NYC mayoral candidates». City & State. Archivado desde el original el March 19, 2025.
- Fink, Zach (October 11, 2018). «Cynthia Nixon's Exit from Governor's Race Has Led to a Complicated Ballot in Manhattan — and a Frustrated Incumbent». NY1. Archivado desde el original el March 19, 2025.
- Foderaro, Lisa (March 1, 2013). «Battle for the Soul of a Park». The New York Times. Archivado desde el original el April 11, 2021.
- McDonough, Annie (March 17, 2025). «Endorsements in the 2025 New York City mayoral race». City & State. Archivado desde el original el March 19, 2025.
- Tracy, Matt (September 26, 2024). «LGBTQ lawmakers call on Mayor Adams to resign after federal indictment». Gay City News. Archivado desde el original el March 16, 2025.
- «After 36 Years, He Makes Room for New Face». Newsday. July 5, 1990. p. 19.
- «Assembly OKs death penalty». Daily Sentinel. April 14, 1994. p. 12.
- «Draws Nigh». Newsday. September 10, 1990. p. 27.
- «Electoral College expected to get the last word: Clinton». Tarrytown Daily News. December 16, 1996. p. 4B.
- «First openly gay legislator elected to state Assembly». Democrat and Chronicle. November 7, 1990. p. 4A.
- «Gay candidate announces that he has the AIDS virus». The Journal News. August 8, 1991. p. B6.
- «Getting Into The Political Act». New York Daily News. July 5, 1990. p. 6.
- «Law: Addresses of high-risk offenders made known». Poughkeepsie Journal. January 31, 1998. p. 2A.
- «Lawmakers propose legalizing possession of hypodermic needles». The Journal News. June 28, 1991. p. B8.
- «Megan's Law». Newsday. June 29, 1995. p. A6.
- «Most, least paid lawmakers». Daily Sentinel. October 26, 1992. p. 7.
- «Multiple Democratic candidates would suit GOP best». The Buffalo News. July 31, 2018. p. A5.
- «Protesters rally near St. Pat's». New York Daily News. October 8, 1995. p. 4.
- «Public & private». Newsday. 3 de mayo de 1994. p. A28.
- «Pugilist Pols». New York Daily News. April 1, 1990. p. 6.
- «Senate GOP Rejects Bill on Gay Rights». The Post-Standard. July 3, 1993. p. B4.
- «Sex Symbols». New York Daily News. September 6, 1990. p. 6.
- «The Gay Pol on Homosexuals' Hit List». Newsday. August 25, 1993. p. 84.
- «Unhappy Days». Newsday. June 21, 1992. p. 35.
- Bauder, David (February 8, 1995). «GOP angers gay assemblywoman». The Post-Star. p. B11.
- Beer, Beth (2 de mayo de 2003). «Downstate lawmakers take aim at wildlife contests». The Post-Standard. p. B2.
- Blain, Glenn (March 18, 2017). «Pol: Vote - or cough up $10». New York Daily News. p. 2.
- Bliven, Gus (June 14, 1992). «Redistrict plan is ridiculous». Syracuse Herald-Journal. p. B4.
- Cockfield, Errol (12 de mayo de 2005). «Pressure on Silver to back Jets plan». Newsday. p. A22.
- Finnegan, Michael (July 25, 1997). «Hevesi backs Glick for beep in Dem battle». New York Daily News. p. 38.
- Gormley, Michael (December 15, 2023). «New state law bans sale of horses for meat». Newsday. p. A6.
- House, Billy (February 2, 1993). «Assembly gives approval to gay civil rights measure». The Reporter Dispatch. p. 6A.
- House, Billy (4 de mayo de 1993). «Bill seeks to end adultery as a misdemeanor». New York Daily News. p. 11A.
- Hughes, Kyle (June 8, 1993). «Lawmaker: Allow vote on gay rights bill». The Ithaca Journal. p. 5A.
- Keogh, Elizabeth (March 7, 2019). «Suit aims to save garden». New York Daily News. p. 25.
- Kriss, Erik (April 21, 2004). «Albany takes aim at Auburn crow hunt». The Post-Standard. p. B2.
- Liff, Bob (5 de mayo de 1997). «Beep run for Glick kicks off». New York Daily News. p. 22.
- Lombardi, Frank (April 13, 1990). «Dems vie for Village pol's seat». New York Daily News. p. MJ2.
- Lombardi, Frank (January 5, 1997). «Five-way beep battle brewing». New York Daily News. p. 13.
- Lombardi, Frank (April 22, 1994). «Glick mulls run for Ohrenstein seat». New York Daily News. p. 22.
- Lovett, Kenneth (April 27, 2013). «Ban gay therapy: pol». New York Daily News. p. 10.
- McAuliff, Michael (December 19, 2008). «Dial it down a notch, Bam tells gays». New York Daily News. p. 41.
- Moreno, Sylvia (March 14, 1992). «Dinkins Won't March, Either». Newsday. p. 6.
- Moritz, Owen (July 9, 1990). «When the interesting names are those NOT on the ballot». New York Daily News. p. 6.
- Moses, Paul (June 3, 1997). «Messinger Taps Fields». Newsday. p. A23.
- Newfield, Jack (28 de mayo de 1990). «They were liberal with insinuation». New York Daily News. p. 12.
- Precious, Tom (October 5, 2018). «Out with Nixon, in with Cuomo for Working Families Party». The Buffalo News. p. A10.
- Saul, Michael (1 de mayo de 2009). «Dinkins likes Mike OK, but he's backing Thompson for mayor». New York Daily News. p. 37.
- Sur, Debadrita (December 26, 2023). «New law bans wildlife killing contests in NY». The Buffalo News. p. B3.
- Virasami, Bryan (October 7, 2005). «Unfazed by clucking». Newsday. p. A22.
- Walt, Vivienne (February 12, 1992). «Council Bids to Extend Spousal Rights». Newsday. p. 21.
- Weiner, Mark (March 1, 1992). «Here I Am». Syracuse Herald-Journal. p. C1.

### Web
- «Biography». New York State Assembly. Archivado desde el original el March 5, 2025.
- «Candidate Answers to JOLDC: Deborah Glick for NY Assembly District 66». Jim Owles Liberal Democratic Club. January 14, 2020. Archivado desde el original el March 20, 2025.
- «Deborah Glick». New York City Campaign Finance Board. Archivado desde el original el March 18, 2025.
- «Deborah Glick, New York, 1990». OutHistory. Archivado desde el original el March 16, 2025.

- Datos: Q1181564